# Hong Kong Open 2015
Il Hong Kong Open 2015, anche conosciuto come Prudential Hong Kong Tennis Open per motivi di sponsorizzazione, è stato un torneo di tennis giocato sul cemento. Questa è stata la 6ª edizione dell'evento e fa parte della categoria International del WTA Tour 2015. L'Hong Kong Open si è giocato dal 12 al 18 settembre 2015 a Victoria Park di Hong Kong.

## Partecipanti

### Teste di serie
| Nazionalità | Giocatrice       | Ranking* | Testa di serie |
| ----------- | ---------------- | -------- | -------------- |
| Spagna      | Garbiñe Muguruza | 5        | 1              |
| Germania    | Angelique Kerber | 10       | 2              |
| Stati Uniti | Venus Williams   | 14       | 3              |
| Serbia      | Jelena Janković  | 24       | 4              |
| Australia   | Samantha Stosur  | 25       | 5              |
| Russia      | Dar'ja Gavrilova | 35       | 6              |
| Francia     | Caroline Garcia  | 65       | 7              |
| Francia     | Alizé Cornet     | 44       | 8              |
| Regno Unito | Heather Watson   | 61       | 9              |

* Ranking al 5 ottobre 2015.

### Altre partecipanti
Le seguenti giocatrici hanno ricevuto una Wild card per il tabellone principale:
- Jelena Janković
- Angelique Kerber
- Ling Zhang
- Samantha Stosur

Le seguenti giocatrici sono passate dalle qualificazioni:

- Ana Bogdan
- Jang Su-jeong
- Miyu Katō
- Kateryna Kozlova
- Lee Ya-hsuan
- Irina Ramialison

Le seguenti giocatrici sono entrate in tabellone come lucky loser:
- Julija Bejhel'zymer
- Anastasiya Komardina

## Campionesse

### Singolare
Jelena Janković ha sconfitto in finale  Angelique Kerber per 3-6, 7–6(4), 6-1.
- È il quindicesimo titolo in carriera per la Janković, secondo della stagione.

### Doppio
Alizé Cornet /  Jaroslava Švedova hanno sconfitto in finale  Lara Arruabarrena Vecino /  Andreja Klepač per 7-5, 6-4.